# Posada (gmina Kazimierz Biskupi)

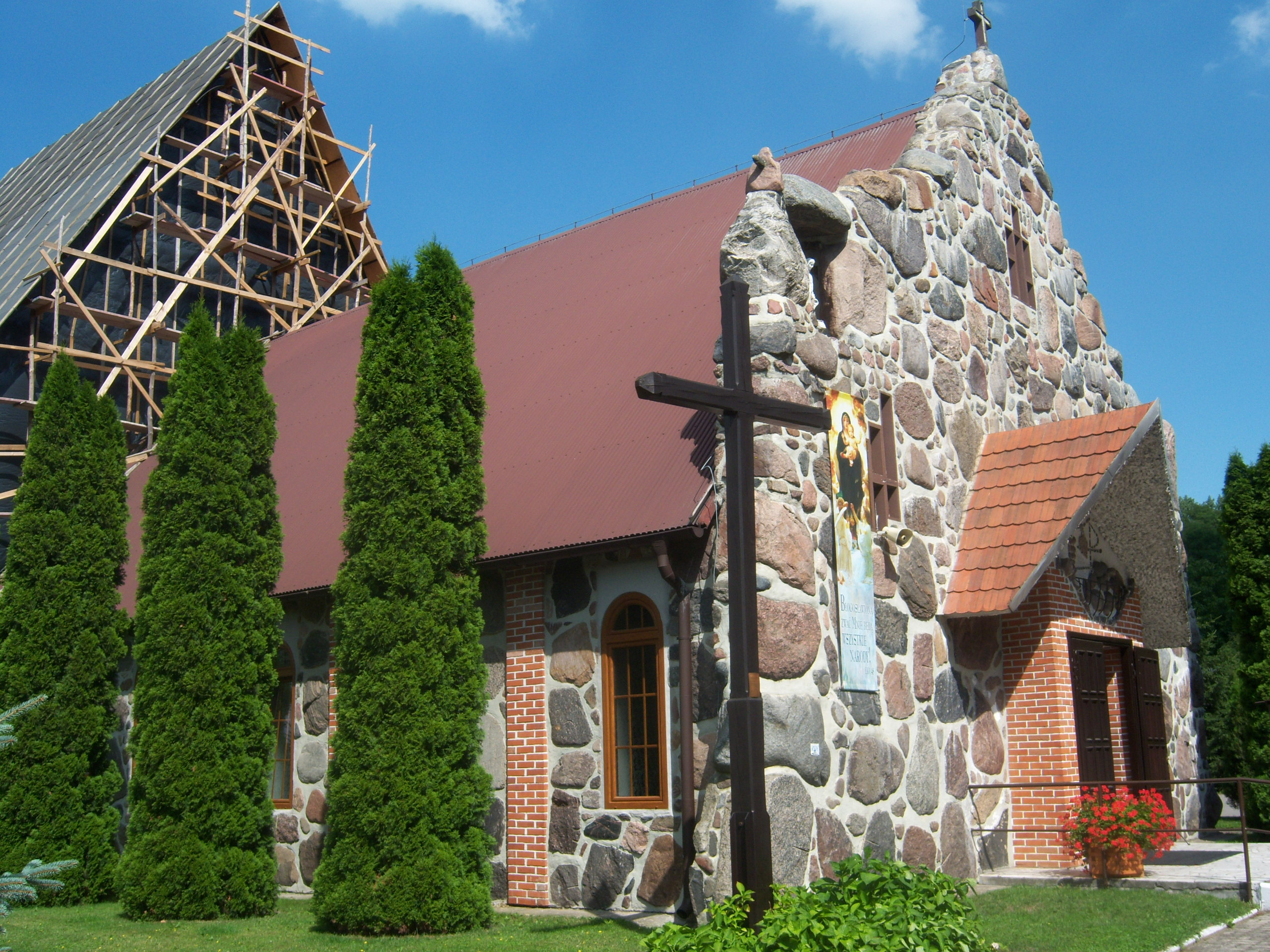
Kościół parafialny pw. św. Alberta Chmielowskiego w Posadzie

Posada – wieś w Polsce położona w województwie wielkopolskim, w powiecie konińskim, w gminie Kazimierz Biskupi.
W latach 1975–1998 miejscowość administracyjnie należała do województwa konińskiego.
We wsi znajduje się eklektyczny pałac o cechach neogotyckich z końca XIX w. położony w dziewiętnastowiecznym parku. Ostatnim właścicielem pałacu był Karol Kowalski-Wierusz herbu Wieruszowa – polski malarz i działacz niepodległościowy
W Posadzie znajduje się także kościół pod wezwaniem św. Alberta Chmielowskiego.